# Supéria
Deidre Wentworth, alias Supéria (« Superia » en VO) est une super-vilaine évoluant dans l'univers Marvel de la maison d’édition Marvel Comics. Créé par le scénariste Mark Gruenwald et le dessinateur Rik Levins (en), le personnage de fiction apparaît pour la première fois dans le comic book Captain America (vol. 1) #387 en juillet 1991.

## Biographie du personnage
On connaît peu de chose sur la femme qui se fait appeler Supéria, mais elle semble être une lointaine ancêtre de Thundra. Elle fait son apparition à la tête d'un groupe terroriste féminin visant à stériliser les autres femmes de la planète. Mais son plan est mis à mal par Captain America et le Paladin.
On la revoit avec d'autres super-vilaines (comme Nightshade, Snapdragon et Iron Maiden...) combattre l'AIM. L'organisation terroriste met les femmes en déroute, grâce à l'aide de MODAM.
Supéria disparaît alors de la circulation et revient sous la fausse identité du docteur Deidre Wentworth. Elle utilise la jeune Cathy Webster pour ses expériences et la transforma en Free Spirit (en).
Elle fait plus tard la paix avec Captain America, et lui offre un remède à une paralysie résultant d'une dégradation de son sérum de super-soldat. Mais Crâne rouge (dont l'esprit occupait à ce moment un clone de Steve Rogers) vole le produit et abat Supéria.

## Pouvoirs, capacités et équipement
En complément de ses pouvoirs, Supéria était un génie scientifique, possédant des diplômes en psychologie, psychiatrie, ingénierie, génétique, biochimie et en métallurgie. Elle était aussi entraînée à divers formes d'arts martiaux.  
- Supéria avait soumis son corps à des produits mutagènes et avait acquis une force surhumaine.
- Elle utilisait un armement technologique de son invention installé dans ses gants, capable de projeter des rafales de force, ainsi que des disques provoquant des court-circuits sur toute chose alimentée par électricité (robots, etc.).
- Elle a aussi développé un processus pour féminiser les hommes, et une petite machine temporelle capable d'attirer dans le présent des objets d'autres époques.

Supéria utilisait une plateforme volante pour se déplacer rapidement.